# ۱۰۰۰ تبریک
۱۰۰۰ تبریک (عربی مصری: مبروك 1000) فیلمی در ژانر کمدی محصول سینمای مصر، به کارگردانی احمد نادر جلال است که در سال ۲۰۰۹ منتشر شد. از بازیگران آن می‌توان به احمد حلمی اشاره کرد.